# Ґліцинія китайська

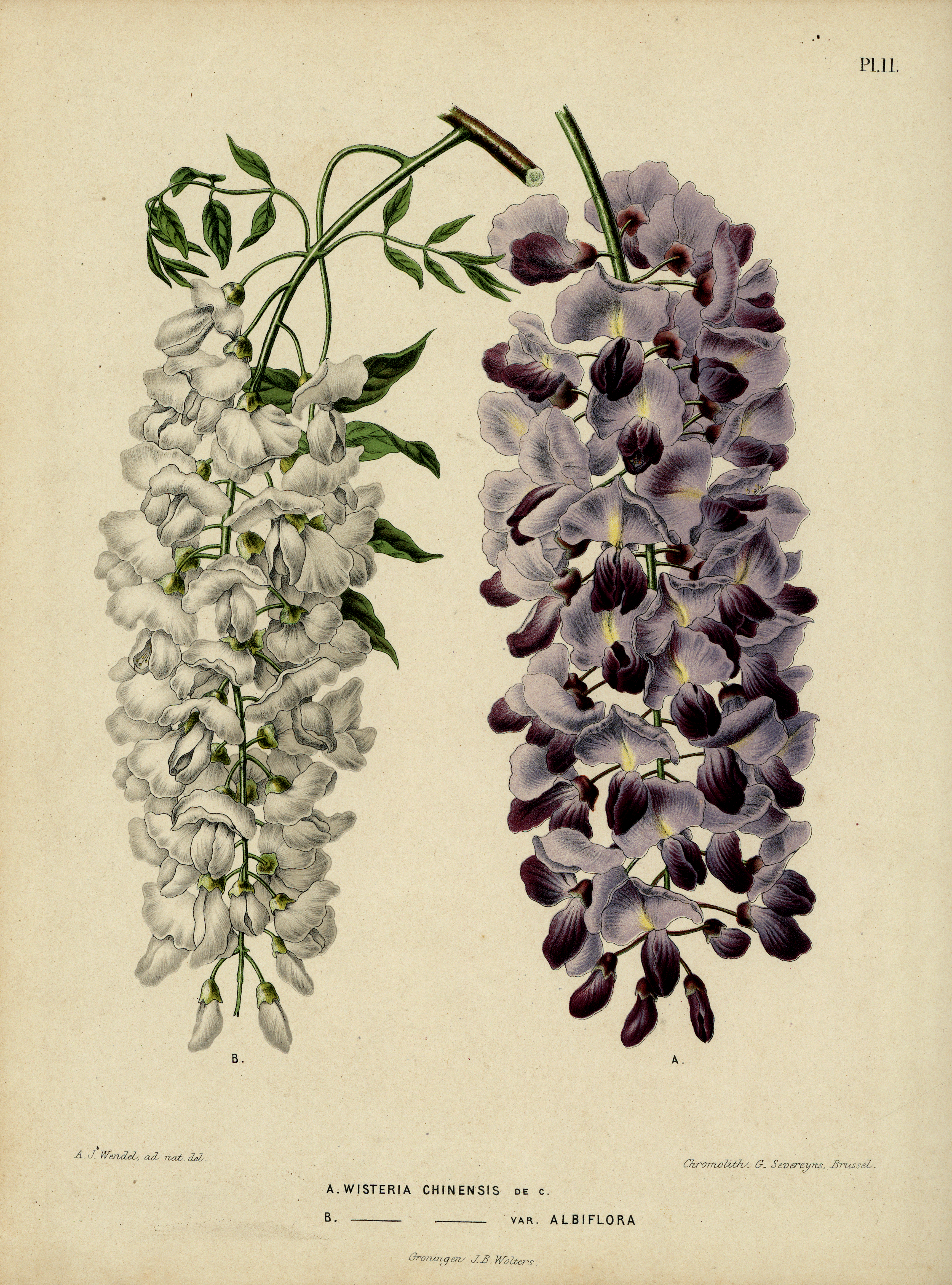
Wisteria sinensis та її різновид альбіфлора (зліва), рис. AJ Wendel, 1868

Гліцинія китайська (Wisteria sinensis) — вид квіткової рослини з родини бобових походженням з Китаю, з провінцій Гуансі, Ґуйчжоу, Хебей, Хенань, Хубей, Шеньсі та Юньнань. Росте 20–30 метрів заввишки, це листяна ліана. Широко культивується в помірних регіонах, цінується за звивисті стебла та масу запашних квітів у висячих кетягах навесні.

## Опис
Гліцинія китайська чіпляється за опорні рослини або рукотворні конструкції за допомогою витких стебел, закручених проти годинникової стрілки. Листя блискуче, зелене, перистоскладне, 10–30 см в довжину, з 9-13 довгастими листочками по 2–6 см завдовжки. Квітки білі, фіолетові або сині, утворюються 15–20 см кетяги до появи листя навесні. Квіти на кожному кетягу розкриваються одночасно перед розвитком листя і мають характерний аромат, подібний до виноградного. Незважаючи на те, що має коротші суцвіття, ніж гліцинія японська, вона часто має більшу кількість суцвіть. Плід — сплющений, коричневий, оксамитовий, бобоподібний стручок 5–10 завдовжки з товстим дископодібним насінням близько 1 см в діаметрі, розташованим рівномірно всередині; стручки дозрівають влітку, тріскаються і скручуються, викидаючи насіння; порожні стручки часто зберігаються до зими. Однак продуктивність насіння часто низька, і більша частина відновлювального зростання відбувається завдяки відводкам та кореневим живцям.
Усі частини рослини містять глікозид, який називається гліциніном, токсичний якщо його з'їсти і може спричинити нудоту, блювоту, болі в шлунку та діарею. Випадки отруєння дітей гліцинією були у багатьох країнах, викликаючи гастроентерит легкого та тяжкого ступеня.

## Вирощування та історія

Анімація сезонних вражень окремо стоячого зразка в саду Цубо-ен Дзен

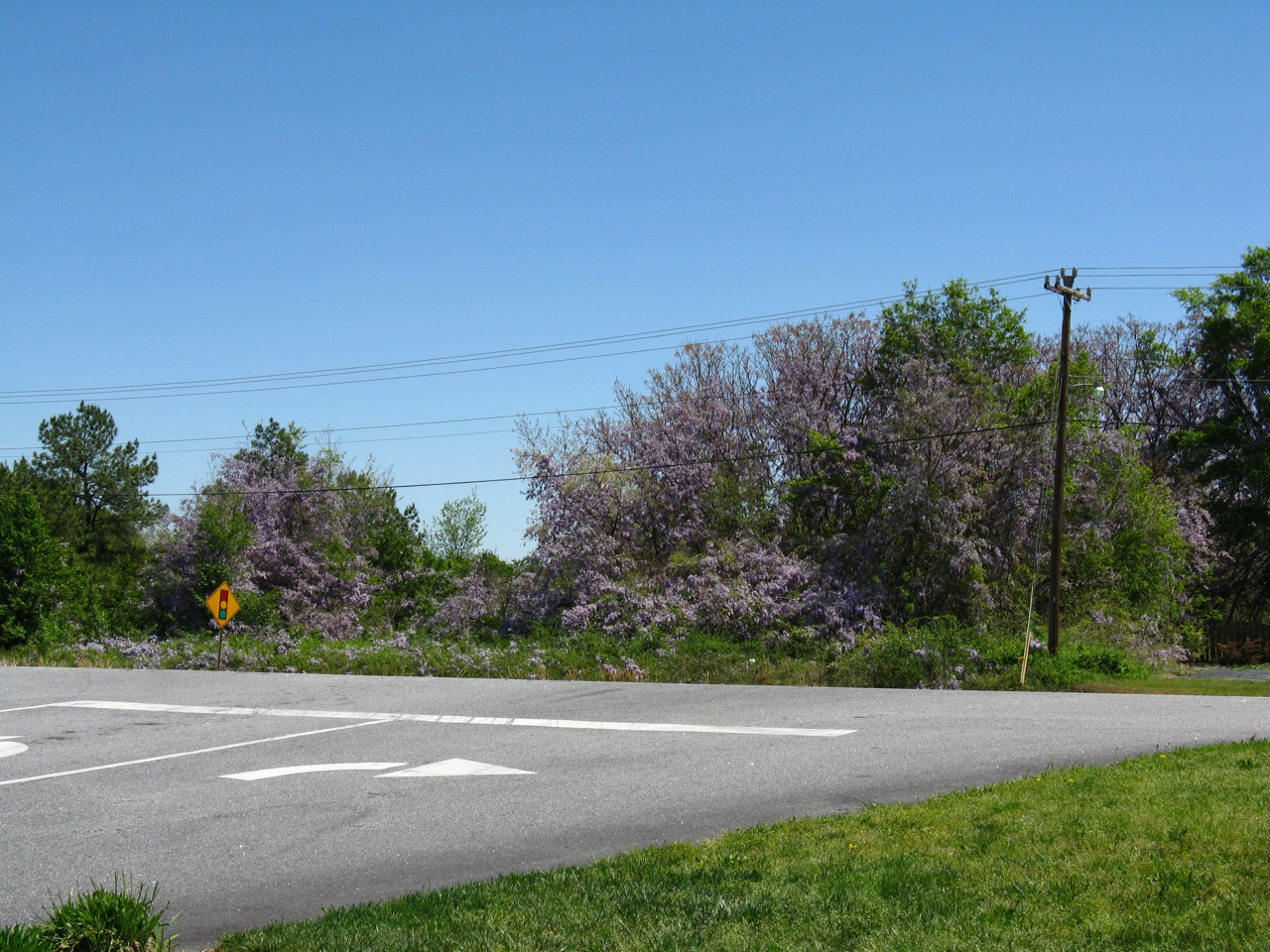
Здичавіла Wisteria sinensis у Південній Кароліні, США

Гліцинія китайська була невідома на заході до 1816 р., коли кілька агентів Ост-Індської компанії, що працювали в Китаї, відправили живці до Англії. Протягом наступних кількох десятиліть рослина стала і залишається однією з найвищих декоративних ліан у садах помірних широт у всьому світі. 200-річний екземпляр, який росте на пивоварні Гріффіна в місті Чизвік, Лондон, часто називають найстарішою рослиною гліцинії у Великій Британії.
Гліцинія стала інвазійним видом у деяких районах східної частини Сполучених Штатів де клімат близький до клімату Китаю.
Гліцинію китайську найчастіше висаджують вздовж садових стін, вздовж зовнішньої частини будівель або над перголою, щоб створити алеї звислих квітів під час цвітіння. Її також можна культивувати як окремо стояче дерево.
Гліцинія китайська більш чутлива до холоду, ніж гліцинія американська (Wisteria frutescens) та гліцинія японська (Wisteria floribunda). Хоча корені витривалі до зони 5 USDA (-20 за Фаренгейтом), сама лоза може зазнати серйозного вимерзання під час таких похолодань. Більше того, частота весняних заморозків у зонах 5 і 6 може вбити приховані квіткові бруньки, так що рослина зможе лише епізодично цвісти.
Зразок площею в один акр (4000 м2), розташований у Сьєрра-Мадре, штат Каліфорнія, визнаний Книгою рекордів Ґіннеса як найбільша у світі квітуча рослина гліцинії.

## Сорти
Білоквітучий сорт Wisteria sinensis 'Alba' був виявлений у саду ботаніком Робертом Форчуном у 1844 році, з якого він взяв живці для Королівського садівничого товариства.
Окрім білоцвітої «Альби», інший сорт «Проліфік» має класичні фіолетові квіти, але в більшій кількості і з більшими кетягами. Цвіте також у більш ранньому віці, ніж традиційний сорт. Сорт 'Аметист' має більш глибокі кольори червонувато-фіолетових квітів, які також надзвичайно запашні. Сорти «Проліфік», «Аметист» та «Жако» отримали нагороди Королівського садівничого товариства за садові заслуги

## Галерея

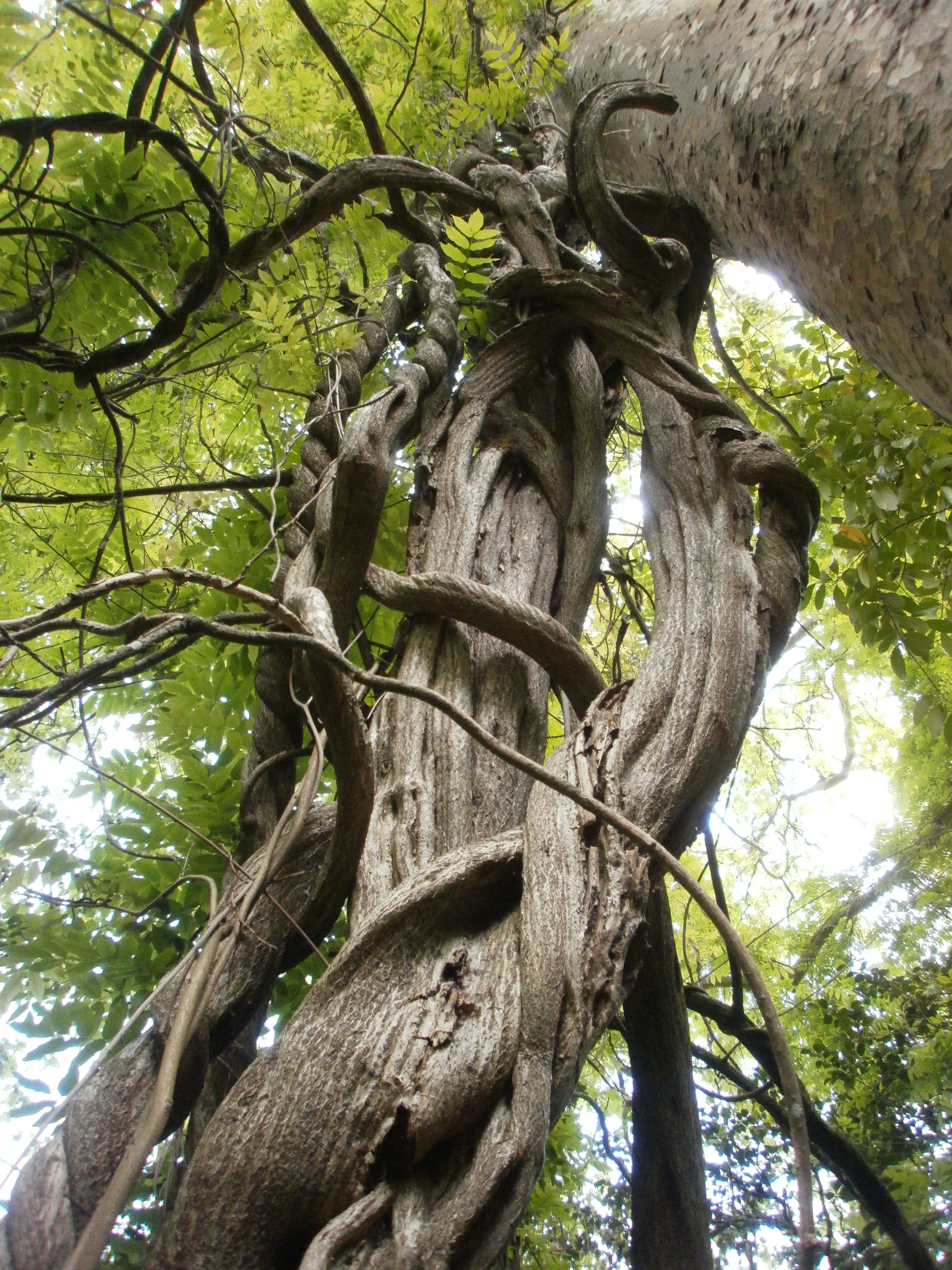
Закручені стебла
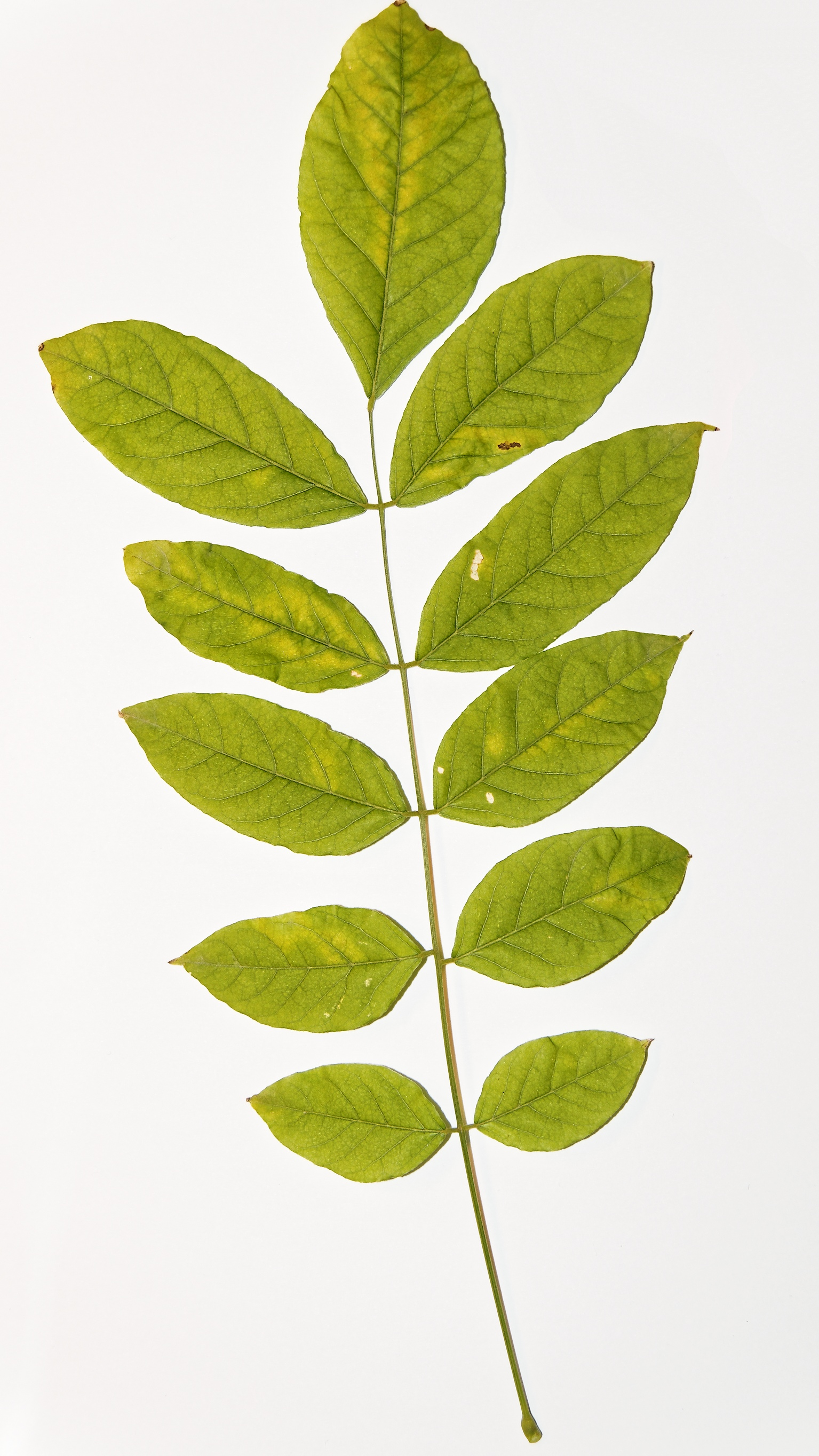
Окремий листок
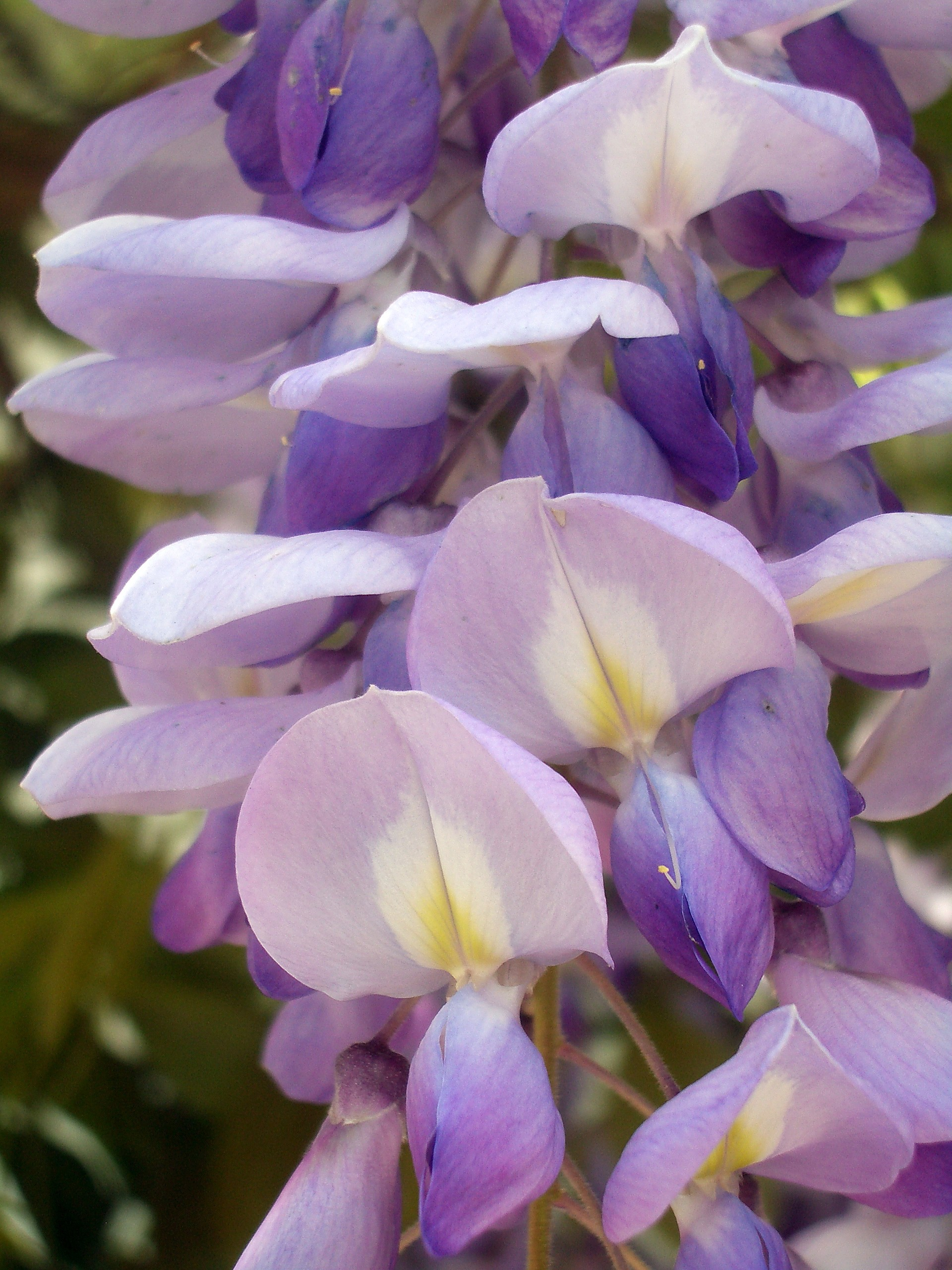
Квіти
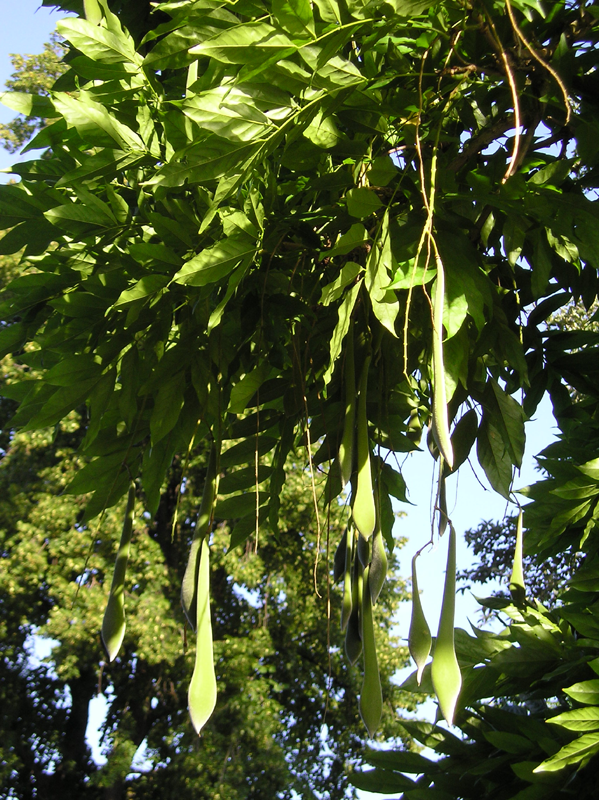
Насіннєві стручки
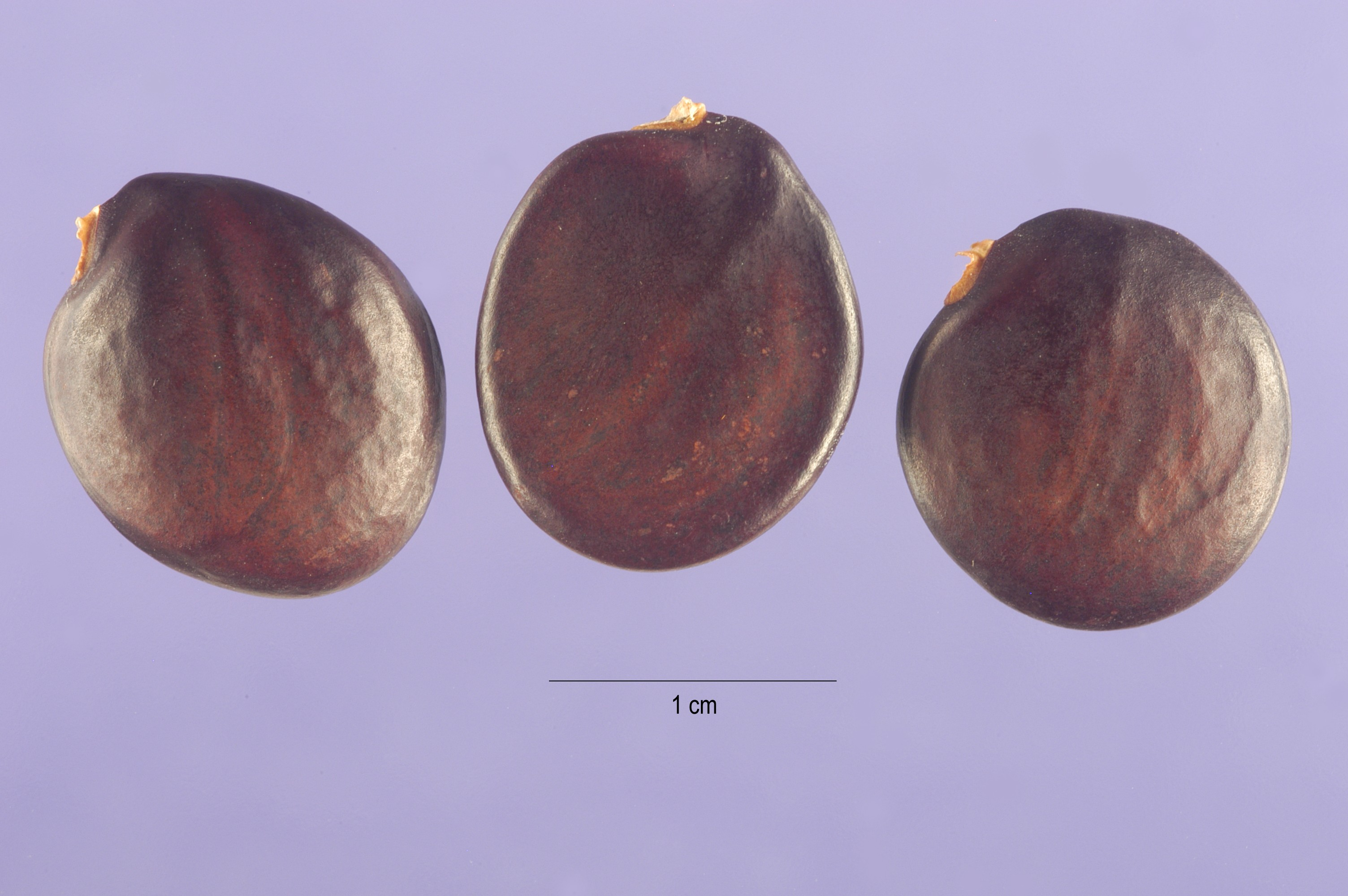
Насіння
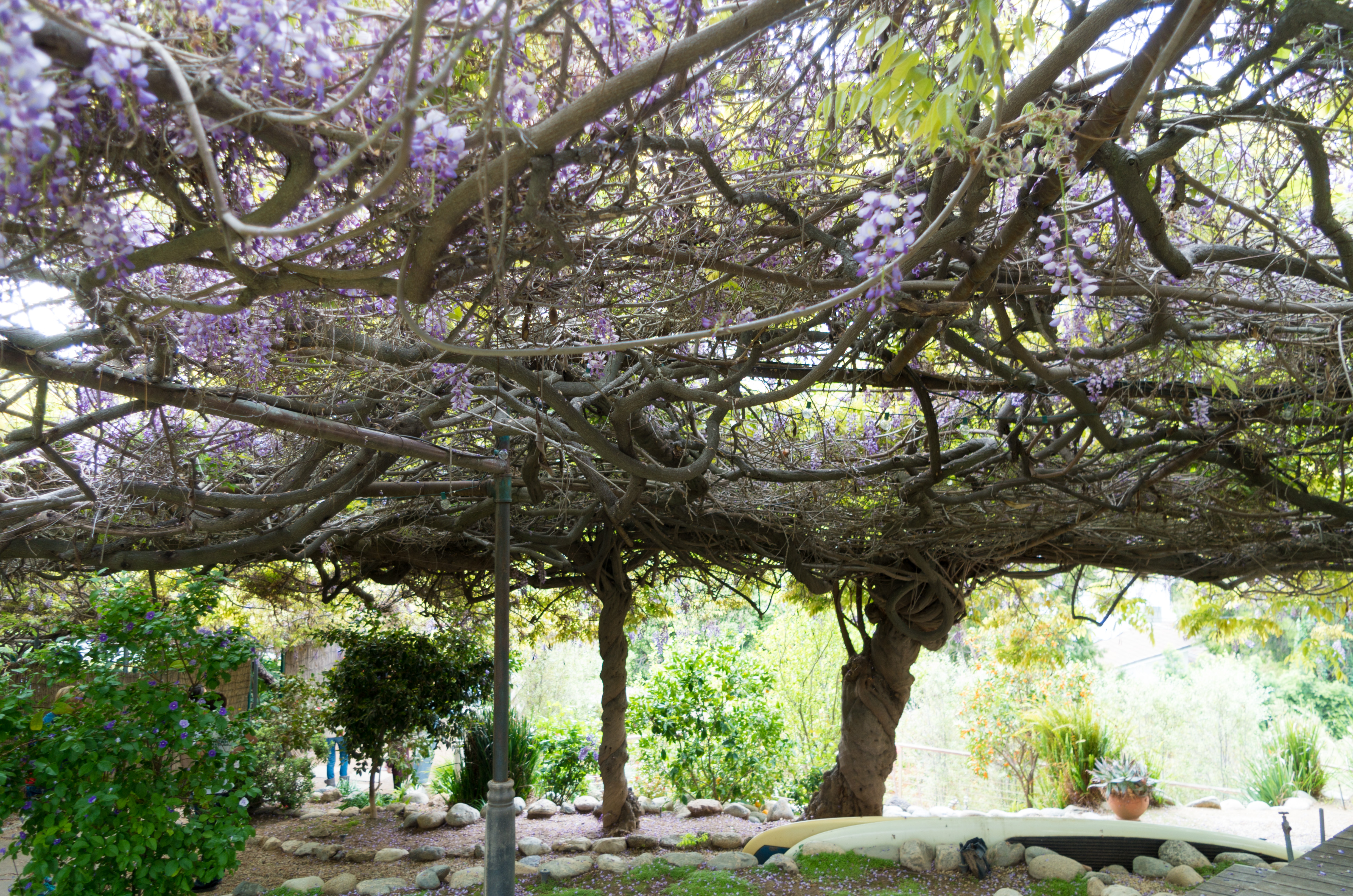
Гліцинія зі Сьєрра-Мадре